# جکلین میچارد
جکلین میچارد (انگلیسی: Jacquelyn Mitchard؛ زادهٔ ۱۰ دسامبر ۱۹۵۶) رمان‌نویس اهل ایالات متحده آمریکا است. او استاد نویسندگی خلاق در کالج هنرهای زیبای ورمونت است.
از فیلم‌ها یا مجموعه‌های تلویزیونی که وی در آن‌ها نقش داشته‌است می‌توان به ویش دراگون اشاره نمود.